# Payrac
Payrac é uma comuna francesa na região administrativa de Occitânia, no departamento de Lot. Estende-se por uma área de 19,5 km². Em 2010 a comuna tinha 640 habitantes (densidade: 32,8 hab./km²).